# .sd
.sd — национальный домен верхнего уровня для Судана.

## Домены второго уровня
Существует 8 доменов второго уровня:
- com.sd - Компании
- net.sd - Сети и провайдеры
- org.sd - Общественные организации
- edu.sd - Университеты и колледжи
- med.sd - Медицина
- tv.sd - ТВ
- gov.sd - Правительство
- info.sd - Информация